# 新奉公路
新奉公路是中華人民共和國上海市浦東新區和奉賢區的一條道路，北起新場鎮，南至奉城鎮，全長13公里。該路原為1968年建造的机耕路，當時长度僅為3.8公里。後當局決定將道路改建為三级公路，改建工程於1976年2月開工，1979年9月竣工，並將道路命名為新奉公路。